# Brains-sur-les-Marches
Brains-sur-les-Marches är en kommun i departementet Mayenne i regionen Pays de la Loire i nordvästra Frankrike. Kommunen ligger i kantonen Saint-Aignan-sur-Roë som tillhör arrondissementet Château-Gontier. År 2022 hade Brains-sur-les-Marches 276 invånare.

## Befolkningsutveckling
Antalet invånare i kommunen Brains-sur-les-Marches
| Referens: INSEE |